# Wanda Lechowin
Wanda Lechowin (ur. 9 listopada 1895, zm. w maju 1927 w Krakowie) – uczestniczka obrony Lwowa 1918-1919, urzędniczka.

## Życiorys
Pochodziła z rejonu Drohobycza. Ojciec był kowalem, a matka pochodziła z osiadłych kolonistów z Niemiec.
Pod koniec I wojny światowej wzięła udział w obronie Lwowa w trakcie wojny polsko-ukraińskiej. Pełniła funkcję kurierki Naczelnej Komendy. Służyła w Milicji Kobiecej oraz w stopniu sierżanta w Ochotniczej Legii Kobiet. Dostała się do niewoli. Była przetrzymywana przez trzy miesiąca i torturowana przez Ukraińców. Dzięki zbiegowi okoliczności nie została rozstrzelana i zdołała uciec.
Po wojnie w okresie II Rzeczypospolitej zdała maturę. Pracowała zawodowo jako urzędniczka.
Zmarła w Krakowie wskutek choroby płuc. Pierwotnie została pochowana na tamtejszym Cmentarzu Rakowickim. Zgodnie z jej wolą została pochowana na Cmentarzu Obrońców Lwowa, gdzie odbył się jej pogrzeb 23 grudnia 1928 przy wsparciu Polskiego Towarzystwa Opieki nad Grobami Bohaterów. Jej mogiła znajduje się w kwaterze XX, pochówek numer 1886.

## Odznaczenia
- Krzyż Niepodległości – pośmiertnie (4 listopada 1933, za pracę w dziele odzyskania niepodległości)[3]
- Krzyż Walecznych – dwukrotnie (1922)[4]